# Rataje u Bechyně
Rataje (deutsch Rattai, früher Ratay) ist eine Gemeinde in Tschechien. Sie liegt sieben Kilometer nördlich von Bechyně in Südböhmen und gehört zum Okres Tábor.

## Geographie

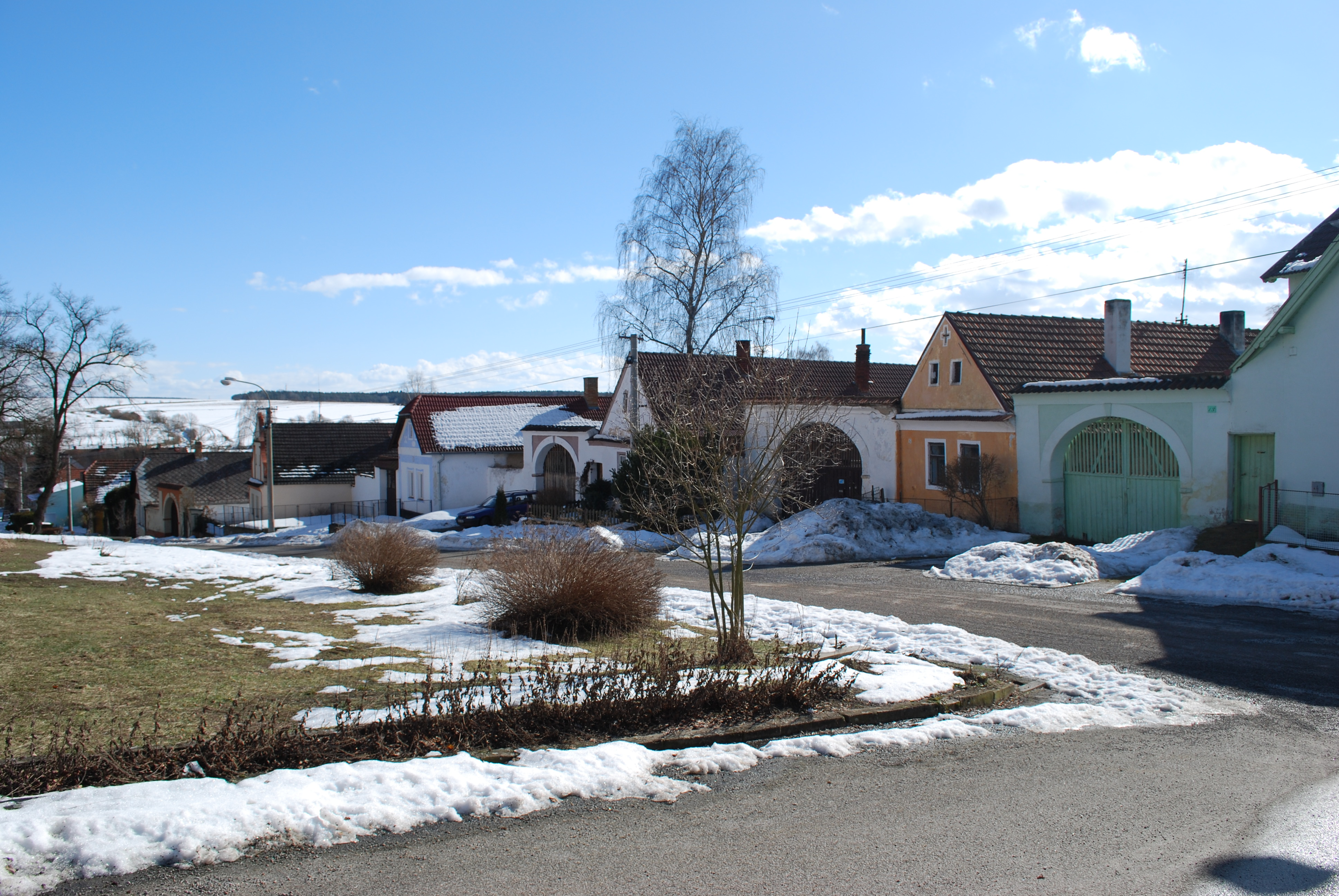
Rataje

Rataje befindet sich am rechten Ufer der Smutná im Bechiner Hügelland (Bechyňská pahorkatina). Gegen Südwesten erstreckt sich der Naturpark Plziny, darin erhebt sich die Jahodinská (489 m).
Nachbarorte sind U Pohodnice, Popovec, Zběšičky und Srlín im Norden, Bezinky, Staré Sedlo und Kozín im Nordwesten, Ovčín, Křída, Liška und Papírna im Osten, Dobronice u Bechyně, Větrov und Haškovcova Lhota im Südosten, U Viktorů und Radětice im Süden, Soví, Na Pohodnici, Nepomuk und Karlov im Südwesten, Borovany, Svatá Rozalie und Bilinka im Westen sowie Zběšice im Nordwesten.

## Geschichte
Die erste schriftliche Erwähnung von Rataje erfolgte in einem päpstlichen Zehntverzeichnis des Dekanats Bechin für die Jahre 1352–1405. Im 14. Jahrhundert war das Dorf zwischen mehreren Grundherren aufgeteilt. Besitzer der Feste waren 1360 Petr Stolice von Rataje und dessen Sohn Jan. In den Jahren 1368–1369 gehörte sie Jan von Podol, der sich auch Ješek Švenkl von Vršovice nannte. Den anderen Anteil mit einem Vorwerkshof und zwei Kretschen besaß Purkart bzw. Pureš von Rataje († vor 1385). Beide teilten sich das Kirchpatronat. Jans Söhne Oneš und Beneš von Podol verpfändeten den mit dem Gut Podolí verbundenen Podoler Anteil wegen einer Schuld von 2000 Schock Groschen an Johann von Rosenberg. Besitzer des anderen, als Rakover Anteil bezeichneten Teils war ab 1385 Jan Stolice von Rataje, der auch den Vorwerkshof Rakov besaß. 1395 erwarb Bohuslav von Hrádek bzw. Hradnice den Rakover Anteil. Zusammen mit dem Gut Podolí erwarb Johann Bechinie von Lazan zwischen 1440 und 1445 den Podoler Anteil an Rataje. Nachdem die Pfarre – wahrscheinlich während der Hussitenkriege – erloschen war, wurde die Kirche eine Lokalie der Dechanteikirche Bechin. Bei der Erbteilung zwischen den drei Söhnen von Johann Bechinie, erhielt Burian Bechinie von Lazan 1477 die Herrschaft Bechin. Dabei wurden als Zubehör u. a. die wüste Feste Podolí mit einem Vorwerk, dem Dorf und einer Mühle bei Podolí, die Dörfer Rakov und Borovany, das wüste Dorf Lhota, die Hälfte des Städtchens Bernartice mit dem Kirchpatronat sowie dem Vorwerkshof Rataje einschließlich Kmetenhöfen (dvory kmetcí) erwähnt.
Im Jahre 1594 verkaufte Peter Bechinie von Lazan Rataje an Christoph Haslauer von Haslau. Dieser besaß drei Viertel des Gutes Dobronitz und ließ in Rataje als seinen Sitz ein Schlösschen erbauen. Gemäß dem 1616 verfassten letzten Willen Christoph Haslauers sollte sein Besitz unter seinen sechs Söhnen aufgeteilt werden. Als Haslauer 1618 verstarb, war der Dreißigjährige Krieg ausgebrochen und der vorgesehene Erbe von Rataje, Heinrich d. Ä. Haslauer bereits während des Ständeaufstandes gefallen. Das Erbteil fiel gemeinschaftlich seinen jüngeren Brüdern Heinrich d. J., Johann d. J., Adam d. J., Georg und Wenzel Haslauer zu, die das Gut Rataje mit dem Dorf Zběšice 1618 ihrem Bruder verkauften. Dieser während des Aufstandes geschlossene Kauf hatte jedoch noch keine Rechtskraft durch Eintrag in der Landtafel erlangt. Die nach der Schlacht am Weißen Berg 1620 eingesetzte Konfiskationskommission verurteilte die Brüder Heinrich d. J. und Johann d. J. Haslauer zum Verlust eines Drittels ihres Besitzes. Das landtäflische Gut Ratay mit dem Schlösschen, dem Vorwerkshof, zwei Bauern, zwei Häuslern sowie drei Untertanen in Kozín wurde beschlagnahmt. Die königliche Kammer verkaufte das Gut daraufhin für 6000 Schock an Adam Reichsgraf von Sternberg, der es mit seiner Herrschaft Bechin vereinte. Nachdem Johann Joseph von Sternberg zusammen mit seiner Frau Marie Violanta Teresia von Preysing und der dreijährigen Tochter Marie Violanta am 13. Juni 1700 auf der Heimreise von einem Besuch der Gnadenkapelle Altötting bei Passau im Inn ertrunken waren, erbte die einjährige Marie Theresie Violanta von Sternberg die Herrschaft. Im Jahre 1715 heiratete sie Johann Leopold Graf von Paar, im Besitz dessen Nachkommen die Herrschaft danach verblieb. 1787 wurde durch den Religionsfonds wieder ein Pfarrer in Ratay eingeführt. Im Jahre 1840 bestand Ratay aus 53 Häusern mit 404 Einwohnern, darunter zwei Israelitenfamilien. Im Dorf bestanden unter dem Patronat des Religionsfonds die Kirche der hl. Dreifaltigkeit, ein Lokalistenhaus und die Schule sowie der herrschaftliche Meierhof. Außerdem gab es in Ratay einen dominikalen Hammelhof, eine dominikale Salpetersiederei, eine dominikale Pottaschensiederei, ein Wirtshaus und eine zweigängige Mühle mit Brettsäge. Ratay war Pfarr- und Schulort für Altsattel, Dobronitz, Kozin und die Mühle Wiktora. Bis zur Mitte des 19. Jahrhunderts blieb Ratay immer nach Bechin untertänig.
Nach der Aufhebung der Patrimonialherrschaften bildete Rataje/Ratay ab 1850 mit dem Ortsteil Kozín eine Gemeinde in der Bezirkshauptmannschaft Milevsko/Mühlhausen und dem Gerichtsbezirk Bechyně/Bechin. Nach der Auflösung des Okres Milevsko wurde die Gemeinde Ende 1960 dem Okres Tábor zugeordnet. 1964 wurde Haškovcova Lhota eingemeindet. Nach einem Referendum löste sich Haškovcova Lhota zum 24. November 1990 wieder von Rataje los und bildete eine eigene Gemeinde.

## Gemeindegliederung
Die Gemeinde Rataje besteht aus den Ortsteilen Kozín (Kosin) und Rataje (Rattai) sowie der Einschicht Ovčín.

## Sehenswürdigkeiten
- Gotische Pfarrkirche der hl. Dreifaltigkeit, sie wurde im 18. Jahrhundert barock umgestaltet. In der Kirche befinden sich die Grabsteine des Veit Haas (Vit Ház) von Zrzawa und Stahletz († 1518), des Albrecht Haas von Zrzawa und Stahletz († 1532) sowie der Ursula Haslauer von Witzthum, Neu-Schumburg und Dobronitz († 1615).
- Kapelle des hl. Johannes von Nepomuk, erbaut 1916
- Kreuz am Dorfplatz
- Cholerafriedhof, nördlich des Dorfes, er wurde in den Jahren 1867 und 1868 benutzt
- Gedenktafel am Geburtshaus von Karel Jan Hraše
- Giebelhöfe im südböhmischen Bauernbarockstil
- Burgstall Na vraníku
- Sopečný mohylník, Hügelgrab südöstlich des Dorfes

Sehenswürdigkeiten
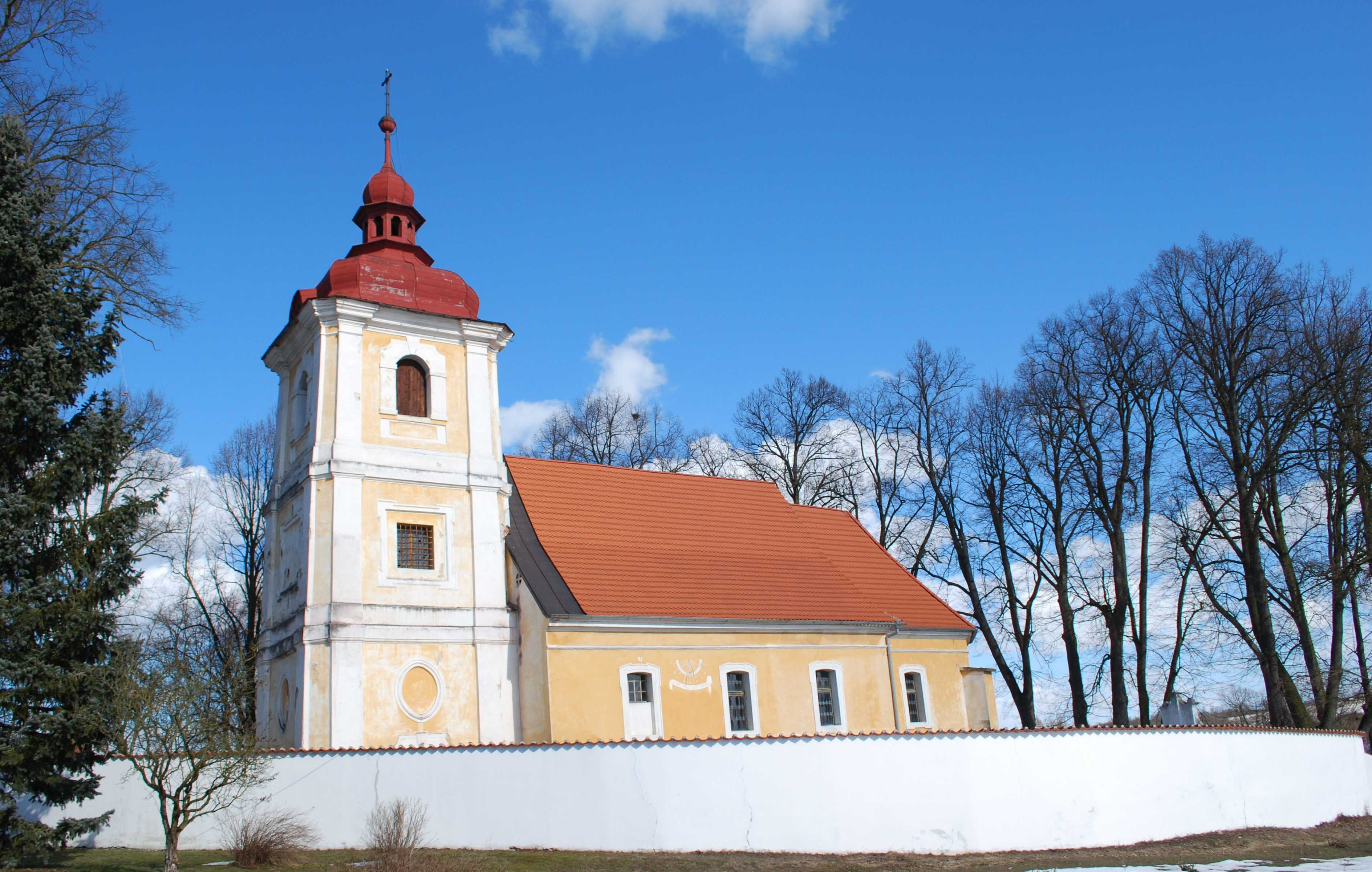
Pfarrkirche der hl. Dreifaltigkeit
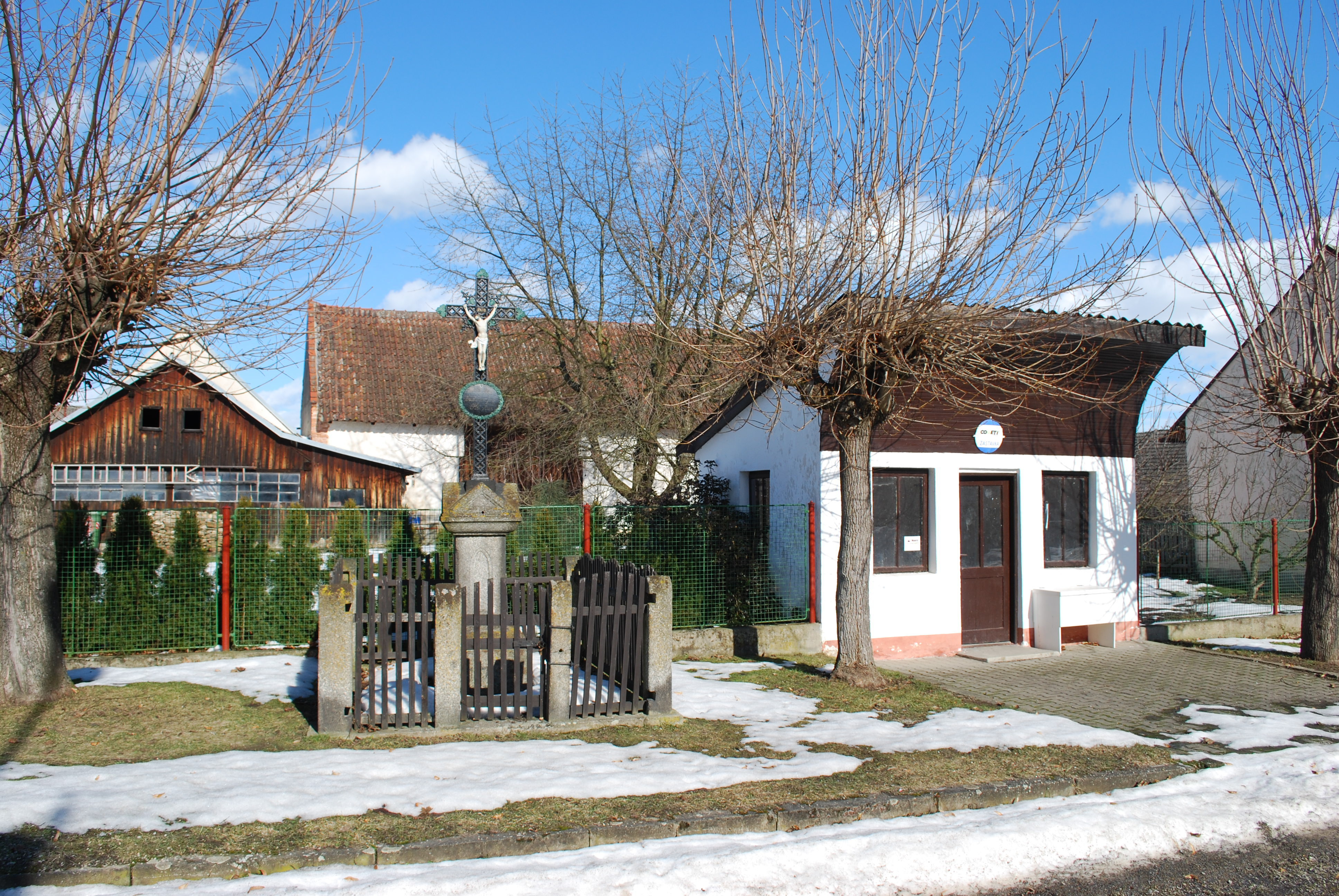
Kreuz am Dorfplatz
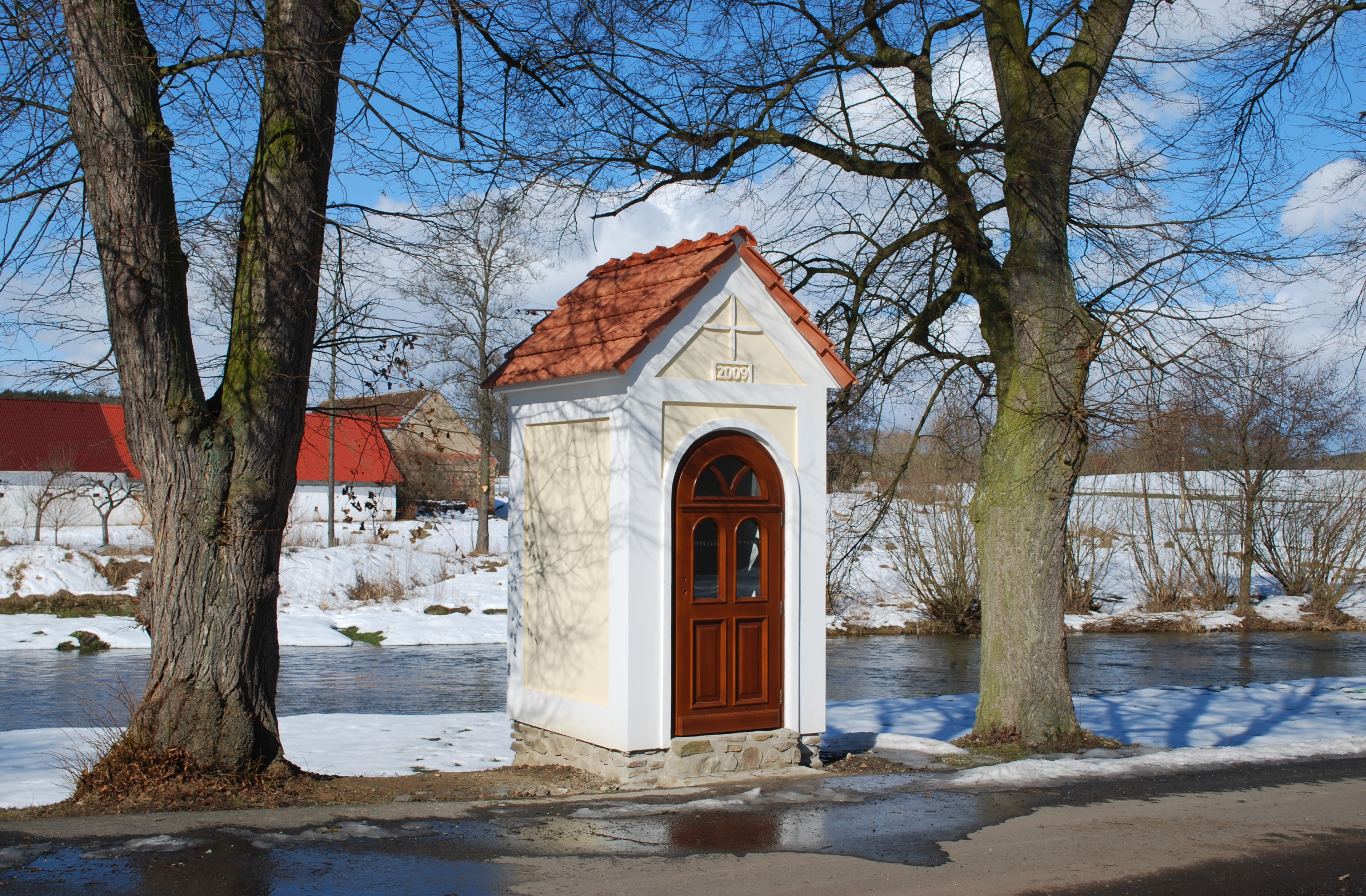
Kapelle des hl. Johannes von Nepomuk
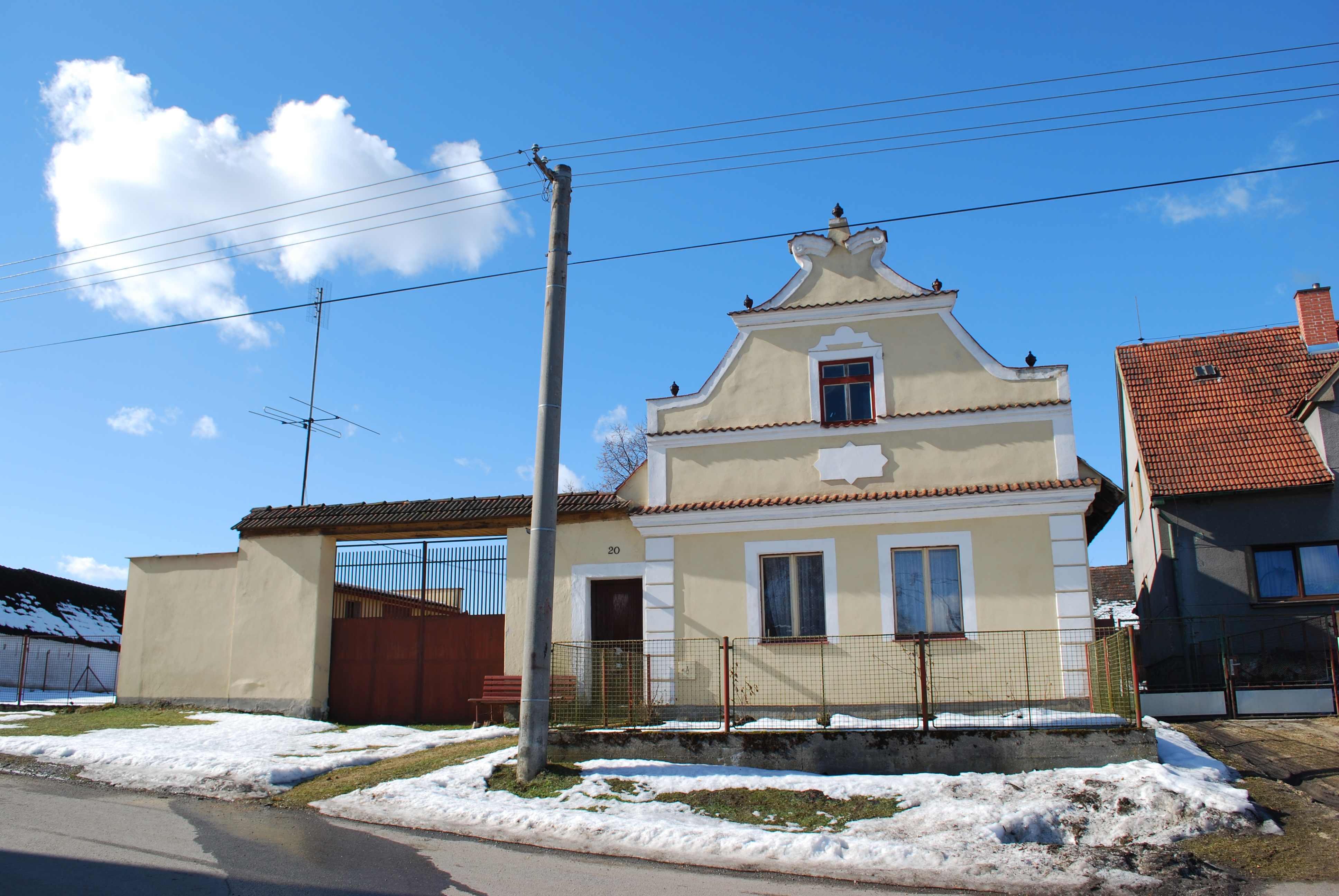
Gehöft im Bauernbarockstil

## Söhne und Töchter der Gemeinde
- Karel Jan Hraše (1840–1907), Pädagoge, Schriftsteller, Historiker und Archäologe; Gründer des Stadtmuseums in Náchod, er gebrauchte auch das Pseudonym Jan Smutný
- Bohdan Klineberger (1859–1928), Anwalt und Publizist, er veröffentlichte unter dem Pseudonym Antonín Rataj
- Josef Fuka (1907–1992), Physiker und Professor an der Palacký-Universität Olmütz